# Prutaš
Prutaš är ett berg i Montenegro. Det ligger i den nordvästra delen av landet, 80 km norr om huvudstaden Podgorica. Toppen på Prutaš är 2 369 meter över havet, eller 473 meter över den omgivande terrängen. Bredden vid basen är 6,2 km.
Terrängen runt Prutaš är kuperad åt sydväst, men åt nordost är den bergig. Runt Prutaš är det ganska glesbefolkat, med 48 invånare per kvadratkilometer. Närmaste större samhälle är Žabljak, 10,3 km öster om Prutaš. Trakten runt Prutaš består till största delen av jordbruksmark.